# Еврейский календарь
Евре́йский календа́рь (ивр. הלוח העברי‎, ха-луах ха-иври) — лунно-солнечный календарь евреев, официальный календарь в Израиле наряду с григорианским. По этому календарю празднуют еврейские праздники, читают соответствующие главы Торы в синагогах, отмечают дни рождения и дни памяти умерших родственников, проставляют даты на официальных и коммерческих документах. Использование математики в расчёте дат календаря вместо наблюдения за фазами Луны было утверждено постановлением Гилеля Второго в 359 году. Начало летоисчисления соответствует 7 октября 3761 года до н. э.
Месяцы и Рош ха-Шана начинаются в новолуние, благодаря чему каждая дата приходится на одну и ту же фазу Луны. Песах, Суккот — в полнолуние.

## История
В истории еврейского календаря различают три главных периода:
- библейский, от Моисея до Ездры и Неемии (1500—450 до н. э.),
- послебиблейский (до разрушения второго Храма в 70 году н. э.),
- талмудический, до завершения составления Талмуда (70—500 годы н. э.).

В первый период начала месяцев и праздники определялись исключительно по «видению молодой луны» и состоянию солнца, во второй — частично по видению Луны и состоянию Солнца, частично по вычислениям, в третий же период — в основном по вычислениям.

## Структура календаря
В еврейском календаре простой год (שנה פשוטה‎, шана пшута) состоит из 12 лунных месяцев; в високосном году (שנה מעוברת‎, шана меуберет) прибавляется дополнительный месяц. Как простой, так и високосный год может быть:
- правильным (כסדרה‎, ке-сидра), когда все 12 месяцев состоят попеременно из 30 и 29 дней;
- достаточным (שלמה‎, шлема), когда месяц хешван, обычно имеющий 29 дней, имеет 30 дней;
- недостаточным (חסרה‎, хасера), когда месяц кислев, обычно имеющий 30 дней, состоит из 29 дней.

Таким образом, год может иметь 6 разных длительностей:
| Типы годов    | Дней в простом году | Дней в високосном году |
| ------------- | ------------------- | ---------------------- |
| Правильный    | 354                 | 384                    |
| Достаточный   | 355                 | 385                    |
| Недостаточный | 353                 | 383                    |

Так как праздник Песах празднуется 15-го нисана, который должен быть весенним месяцем, то для согласования лунного года с солнечным в еврейском календаре принят цикл в 19 лет (малый цикл), в котором 7 лет високосных. Номера високосных годов в 19-летнем цикле — 3, 6, 8, 11, 14, 17, 19.
Продолжительность еврейского года (будет ли он правильный, достаточный или недостаточный) определяется днём, на которое падает 1-е число месяца тишрей (Рош ха-Шана). В соответствии с положениями иудаизма, Йом-кипур (10-е тишрея) не может приходиться на пятницу или воскресенье (поскольку в Йом-кипур невозможна подготовка к субботе, а в субботу — подготовка к Йом-кипуру); соответственно, Рош ха-Шана не может быть средой или пятницей. Хошана раба (21 тишрей) не может приходиться на субботу (поскольку некоторые обряды, совершаемые в этот день, рассматриваются как запрещённая в субботу работа); соответственно, Рош ха-Шана не может быть воскресеньем. Таким образом, новый год может начаться только в понедельник, вторник, четверг или субботу. Для того, чтобы Рош ха-Шана пришёлся на допустимый день недели, предыдущий год при необходимости удлиняют на один день.
В основание всего еврейского календаря положено определение первого новолуния (новолуние мироздания), которое, по еврейским вычислениям, имело место в понедельник 7 октября 3761 года до н. э., в 5 часов и 204 части пополудни (то есть 17 часов 11 минут 20 секунд). Час в еврейских календарных расчётах делится на 1080 частей (число, кратное всем однозначным делителям, кроме 7), а каждая часть — на 76 мгновений.
Караимы также используют еврейский календарь, с тем различием, что они делят час на общепринятом основании и иначе определяют новолуние.

## Еврейский календарь и религиозные праздники
Согласно иудаизму, первый месяц года в календаре — нисан, с которого идёт отсчёт всех религиозных праздников. Однако счёт лет идёт, начиная с 7-го месяца (тишрей), когда отмечается Рош ха-Шана.
| Месяц (в скоб. — устар. название, упоминаемое в Ветхом завете) | Число дней   | Зодиакальное созвездие     | Вавилонское название |
| -------------------------------------------------------------- | ------------ | -------------------------- | -------------------- |
| Нисан (Авив)                                                   | 30           | Овен                       | Нисану               |
| Ияр (Зив)                                                      | 29           | Телец                      | Аяру                 |
| Сиван                                                          | 30           | Близнецы                   | Симану               |
| Тамуз / Таммуз                                                 | 29           | Рак                        | Ду’узу               |
| Ав                                                             | 30           | Лев                        | Абу                  |
| Элул                                                           | 29           | Дева                       | Улулу                |
| Тишрей (Эйтаним)                                               | 30           | Весы                       | Ташриту              |
| Хешван (Мархешван, Буль)                                       | 29 или 30*   | Скорпион                   | Арахсамна            |
| Кислев (Хислев)                                                | 30 или 29**  | Стрелец                    | Кислиму              |
| Тевет                                                          | 29           | Козерог                    | Тебету               |
| Шват                                                           | 30           | Водолей                    | Шабату               |
| Адар                                                           | 29 или 30*** | Рыбы                       | Адару                |
| Адар бет                                                       | 29           | (только в високосном году) | Адару                |

- * В достаточном году Хешван имеет 30 дней, а в прочие годы — 29
- ** В недостаточном году Кислев имеет 29 дней, а в прочие годы — 30
- *** В високосном году месяц Адар первый (Адар алеф) имеет 30 дней, а Адар второй (Адар бет) — 29 дней, в то время как в обычном невисокосном году Адар алеф состоит из 29 дней[6]

| Еврейский год | Григорианские годы | Номер года в цикле | Високосный | Правильный, достаточный или недостаточный | Григорианская дата 1-го тишрея | День недели |
| ------------- | ------------------ | ------------------ | ---------- | ----------------------------------------- | ------------------------------ | ----------- |
| 5780          | 2019—2020          | 4                  | Нет        | Достаточный                               | 30 сентября 2019               | понедельник |
| 5781          | 2020—2021          | 5                  | Нет        | Недостаточный                             | 19 сентября 2020               | суббота     |
| 5782          | 2021—2022          | 6                  | Да         | Правильный                                | 7 сентября 2021                | вторник     |
| 5783          | 2022—2023          | 7                  | Нет        | Достаточный                               | 26 сентября 2022               | понедельник |
| 5784          | 2023—2024          | 8                  | Да         | Недостаточный                             | 16 сентября 2023               | суббота     |
| 5785          | 2024—2025          | 9                  | Нет        | Достаточный                               | 3 октября 2024                 | четверг     |
| 5786          | 2025—2026          | 10                 | Нет        | Правильный                                | 23 сентября 2025               | вторник     |
| 5787          | 2026—2027          | 11                 | Да         | Достаточный                               | 12 сентября 2026               | суббота     |
| 5788          | 2027—2028          | 12                 | Нет        | Достаточный                               | 2 октября 2027                 | суббота     |
| 5789          | 2028—2029          | 13                 | Нет        | Правильный                                | 21 сентября 2028               | четверг     |
| 5790          | 2029—2030          | 14                 | Да         | Недостаточный                             | 10 сентября 2029               | понедельник |